# Рёвер, Карл
Карл Георг Рёвер (нем. Carl Georg Röver; 12 февраля 1889 года, Лемвердер, Ольденбург — 15 мая 1942 года, Берлин), партийный деятель НСДАП, гаулейтер гау Везер-Эмс (1 октября 1928 года — 15 мая 1942 год) — рейхсштатгальтер Ольденбурга (5 мая 1942 года — 15 мая 1942 года), обергруппенфюрер СА (9 ноября 1938 года).

## Биография
Карл Рёвер был сыном продавца и торгового агента Герхарда Рёвера. После обучения в народной и средней школе в Ольденбурге получил торговое образование в кофейной фирме в Бремене. С 1911 по 1913 год работал торговым агентом в немецкой колонии в Камеруне, где заболел малярией, от последствий которой страдал всю жизнь. В 1915 году женился на Марии Хермине Теббен, от которой имел двух сыновей и дочь. Один его сын умер при рождении, второй — в возрасте двух лет. Через год после смерти первой супруги в 1922 году он женился на Ирме Кеммлер, от которой не имел детей.
В августе 1914 года после начала Первой мировой войны Рёвер пошёл добровольцем в 233-й пехотный полк, унтер-офицер. С середины 1916 до 9 ноября 1918 года служил в отделе пропаганды Верховного командования армии. После демобилизации работал на административных должностях в промышленности. В начале 1923 года вступил в НСДАП. Во время запрета НСДАП (23 ноября 1923 — 24 февраля 1925) являлся председателем местной ячейки (ортсгруппы) Народно-социального блока в Ольденбурге. 13 июля 1925 года вторично вступил в НСДАП (партбилет № 10 545), организовал нацистскую ортсгруппу в Ольденбурге. С 1926 года — руководитель районной организации НСДАП (крайсляйтер). В мае 1928 года был избран в ландтаг Ольденбурга. С 1 октября 1928 года — гаулейтер Везер-Эмса, включавшего Ольденбург и Бремен. 14 сентября 1930 года избран депутатом Рейхстага от Везера-Эмса. 16 сентября 1932 года стал министр-президентом (премьер-министром) Свободного государства Ольденбург, являясь на тот момент вторым нацистским министром-президентом в Германии. 5 мая 1933 года был назначен имперским наместником Ольденбурга. С 22 сентября 1939 года — имперский комиссар обороны 11-го военного округа.
Рёвер был убежденным антисемитом, расистом и антидемократом. В 1936 году Министерство церквей и школ Ольденбурга издало указ, предписывавший убрать католические кресты из всех государственных зданий и католических конфессиональных школ и только протесты католической общественности принудили Рёвера отменить этот указ. На своём посту Рёвер сыграл свою роль в преступлениях Холокоста, поскольку лично подписывал приказы по высылке евреев из Бремена.
Зимой 1937 года Рёвер попал в автомобильную катастрофу, и хотя не получил серьёзных повреждений, он очень медленно выздоравливал из-за последствий заболевания малярией. Позже у него диагностировали прогрессивный паралич (сифилис мозга).
На своем посту Рёвер держался довольно независимо, отказываясь слепо подчиняться главе Партийной канцелярии Мартину Борману. С помощью своего секретаря Генриха Валкенхорста (Heinrich Walkenhorst) Рёвер составил меморандум о положении дел в НСДАП и предлагал пути решения внутрипартийных конфликтов. Кроме того, в меморандуме он изложил свои представления о реструктуризации нацистской Германии после Второй мировой войны.
За две недели до смерти, вернувшись из Берлина, Рёвер сообщил жене и дочери, что на этот раз он поссорился с Гиммлером и Геббельсом, что «Берлин — это свинарник» и война будет проиграна («Berlin ist ein Saustall, wir werden den Krieg verlieren»).
Позже Рёвер заявил, что собирается посетить Ставку фюрера, а затем провести переговоры с премьер-министром Великобритании Уинстоном Черчиллем. После этого по приказу А. Гитлера его забрали в Берлин и поместили в клинику Шарите. 13 мая 1942 года по распоряжению Гитлера его лейб-медик Карл Брандт и директор психиатрическо-неврологической клиники Шарите Макс де Крини (Max de Crinis) провели экспертизу, по итогам которой заявили о быстро прогрессирующем слабоумии Рёвера. После введения инъекций скополомина и морфия через два дня Рёвер умер. Хотя по официальной версии он скончался от сердечного приступа на фоне воспаления лёгких, после его смерти продолжали ходить слухи об его преднамеренном убийстве,. К. Рёвер был торжественно похоронен в Ольденбурге с большими государственными почестями. В церемонии похорон принимали участие А. Гитлер, А. Розенберг и другие нацистские бонзы. В память о Рёвере в Ольденбурге тогда были переименованы некоторые улицы.